# Veréb István
Veréb István (Szombathely, 1987. október 8. –) magyar birkózó.

## Sportpályafutása
2003-ban és 2004-ben a kadett Európa-bajnokságon 14. és 15. volt. 2005 és 2007 között ő képviselte Magyarországot a junior Európa- és világbajnokságokon. Ezek közül a 2007-es Eb-n bronzérmes volt. Hatos Gábor betegsége miatt indulhatott a 2008-as olimpián 74 kg-ban, ahol 20.-ként végzett.
2009 és 2012 között az Eb-ken 14., 16., 21. 24., a vb-ken 10., 32., 24. helyezéseket ért el. 2011-ben a csapat-világbajnokságon a hetedik helyen végzett válogatott tagja volt. A 2012-es Európa-bajnokságon térdsérülést szenvedett. A selejtezőkön nem tudott olimpiai kvótát szerezni.
A 2013-as Európa-bajnokságon 15. volt. Az universiadén hetedik lett. A világbajnokságon bronzérmet szerzett. A következő évben az Európa-bajnokságon lett harmadik. A világbajnokságon 14. volt. A 2015. évi Európa-játékok megnyitóünnepségén Veréb vihette a magyar zászlót. A versenyen ötödik helyezést ért el. A világbajnokságon 26. lett. 2016-ban az Európa-bajnokságon a 12. helyre sorolták. A nagybecskereki kvalifikációs versenyen  kivívta az olimpiai indulás jogát.
Az olimpián a 13. helyen végzett a szabadfogásúak 86 kg-os versenyében.
A 2018-as birkózó-világbajnokságon mérkőzött meg a litván Edgaras Voitechovskis-szal a selejtezők során. A litván nyert 7–4-re.
A 2019-es bukaresti Európa-bajnokságon 92 kilogrammban szerzett bronzérmet.

## Díjai, elismerései
- Az év magyar birkózója (2015, 2017[4])